# Пущин, Михаил Иванович
Михаил Иванович Пущин (13 ноября 1800 — 25 мая 1869) — декабрист из рода Пущиных, младший брат Ивана Пущина.

## Биография
С 1812 года учился в 1-м кадетском корпусе. 22 декабря 1816 года был выпущен офицером в 1-й сапёрный батальон. 31 января 1818 года переведён прапорщиком в лейб-гвардии Сапёрный батальон. Подпоручик с 17 января 1819 года. 1 февраля переведён в только что сформированный лейб-гвардии Конно-пионерный эскадрон. Формированием эскадрона, выбором его офицеров, разработкой отдельного гвардейского мундира для него занимался лично шеф этого эскадрона — великий князь и будущий император Николай Павлович. Великий князь, которому в ту пору было всего 23 года и который был лишь на четыре года старше М. И. Пущина, с особым вниманием и любовью относился к своему детищу. Поэтому довольно быструю карьеру Пущина, ставшего поручиком уже в декабре 1819, штабс-капитаном в декабре 1822, а в 1824 уже командиром этого эскадрона и капитаном, нужно рассматривать как личное благоволение к нему Великого князя.
Поэтому неудивительно, что, когда 13 декабря 1825 года гвардии капитан М. И. Пущин оказался на совещании декабристов у Рылеева, он выступил против организации восстания. 14 декабря в восстании он не участвовал, а привёл Измайловский полк и свой Конно-пионерный эскадрон к присяге Николаю I. Однако, 15 декабря, по косвенным показаниям участников восстания, Пущин был арестован, заключён в Петропавловскую крепость и допрошен следственной комиссией.
После суда над декабристами в июне 1826 года гвардии капитана М. И. Пущина, командира лейб-гвардии Конно-пионерного эскадрона, признали виновным и отнесли к 10-му разряду государственных преступников за то, что не донёс о подготовке мятежа. М. И. Пущин был лишён чинов и дворянства, записан в солдаты до выслуги и сослан в Сибирь, в Красноярский гарнизонный батальон (20 августа — 20 декабря), но уже в конце 1826 года переведён рядовым в действующую Кавказскую армию — в 8-й пионерный батальон.
Во время Персидской (1827), а затем Турецкой (1828—1829) войн отличался храбростью и военным талантом. Участвовал в военных операциях под Абас-Абадом, Сардар-Абадом, Карсом, Хертвисом, в осаде Эривани. За действия под Эриванью был произведён в унтер-офицеры (1827), а в марте 1828 года — в прапорщики.
При штурме Ахалциха 15 августа 1828 г., уже подпоручик, И. М. Пущин вновь отличился, за что в январе 1829 генерал И. Ф. Паскевич ходатайствовал на Высочайшее Имя о награждении смелого офицера орденом Святого Георгия 4-й степени. В ходатайстве он писал:

В продолжение всей осады Ахалцыха подпоручик Пущин употребляем был для разбивки и устроения батарей в самых опаснейших местах, где всегда служил основною точкою, на которую направлялись колонны, и при сих случаях оставался неподвижным под жесточайшим ружейным и картечным огнём; в самых работах примером ободрял людей и всегда содействовал успехам оных. На приступе 15-го августа, при заложении ложемента и батарей в самом пылу сражения, исполняя ревностно свою обязанность, ранен жестоко пулею в грудь навылет. Неизменное усердие, беспримерное мужество и спокойствие духа подпоручика Пущина соделывают его достойным всемилостивейшего воззрения.
Вместо ордена, по личному решению своего бывшего шефа, М. И. Пущин был произведён в поручики (1829).
По сути поручик М. И. Пущин руководил инженерными работами в армии Паскевича и выполнял при его штабе обязанности обер-квартирмейстера. Другой участник Турецкой и Персидской кампаний, также осуждённый по делу декабристов, А. С. Гангеблов позже вспоминал:

Более всех был на виду М. И. Пущин. С самого поступления в отряд, ещё в Персии, он оставлен был при штабе. Паскевич дал полный простор деятельности и энергии Пущина. В своей солдатской шинели П. распоряжался в отряде, как у себя дома, переводя офицеров и генералов с их частями войск с места на место, по своему усмотрению; он руководил и мелкими, и крупными работами, от вязания фашин и туров, от работ киркой и лопатой до устройства переправ и мостов, до трассировки и возведения укреплений, до ведения апрошей и, кроме того, исполнял множество военных поручений. Он же, в той же солдатской шинели, присутствовал на важных советах у главнокомандующего, где его мнения почти всегда одерживали верх… Этот человек как бы имел дар одновременно являться в разных местах.
Однако, в 1830 году между главнокомандующим Паскевичем и поручиком при штабе Пущиным возникли недоразумения, и в 1831 году М. И. Пущин был «уволен за раною» с производством в капитаны. Какое-то время служил штатским чиновником особых поручений при псковском губернаторе; затем — попечителем богоугодных заведений. В 1833 году вышел в отставку.
В 1845 году М. И. Пущину дозволено было проживать в столицах.
В начале царствования Александра II, в 1857 году, в Киссингене, где М. И. Пущин лечился «на водах», остановился для отдыха и молодой император. Министр иностранных дел, князь А. М. Горчаков, сопровождал государя в поездке. Князь хорошо знал Михаила Ивановича ещё по школьным годам, — Горчаков учился с его братом Иваном. По воспоминаниям Горчакова, ему «представился случай» рассказать подробнее о судьбе героя Персидской войны, которому отец государя, Николай I, дважды отказывал в представлении к ордену Святого Георгия.
Император заинтересовался Пущиным и велел найти и представить ему ходатайства Паскевича о награждении. В декабре 1858 года, спустя тридцать лет после ходатайства, «отставной гвардии капитан» М. И. Пущин был награждён орденом Святого Георгия 4-й степени — «за отличие».
За три месяца до награждения, в сентябре 1858 года, император, искавший понимания и поддержки в вопросе об освобождении крестьян, много встречался с выбранными представителями дворянства, для чего совершил длительное путешествие по крупным городам России; в Москве, среди прочих, ему представился и «член Губернского Присутствия по делам крестьянским в Москве» Михаил Иванович Пущин, и они имели беседу. Следствием беседы стало не только исключительное (через 30 лет) признание кавалером Святого Георгия, но и привлечение отставного ветерана в действующую гражданскую, а затем и в военную администрацию.
После награждения Пущин довольно быстро дослужился до действительного статского советника. А во время крайне тяжёлого для царской России «Польского кризиса», был восстановлен в военном штате по кавалерии (где и числился до восстания декабристов) и назначен комендантом крепости в Бобруйске.
Крепость в Бобруйске была построена в 1812 году и сыграла важнейшую роль опорного пункта русских войск во время Отечественной войны и во время Польского восстания 1831 года. Николай I долго её усиливал, пока не смог считать её «одной из лучших в Европе». Но за тридцать лет крепость сильно устарела. Понадобился весь опыт и былая энергия Михаила Ивановича, чтобы быстро привести крепость в повышенную боевую готовность, за что он был пожалован орденом Св. Владимира 3-й степени.
5 мая 1865 года переименован в генерал-майоры. В 1867 году по совокупности заслуг за десять лет беспорочной службы награждён орденом Св. Станислава 1-й степени. В 1868 году Бобруйская крепость, комендантом которой до этого был Михаил Иванович, была переведена в разряд крепостей 2-го, пониженного, класса. По иронии судьбы, бывший «декабрист» под конец жизни возглавлял крепость, которая использовалась не только как военное укрепление, но и как тюрьма для осужденных военным трибуналом, в частности, в 1826—1828 годах — и для «декабристов».
Умер Михаил Иванович Пущин 25 мая 1869 года.

## М. И. Пущин и А. С. Пушкин
Ещё с лицейских лет М. И. Пущин был знаком с Пушкиным, когда вместе с братом и другими друзьями поэта (Дельвигом, Кюхельбекером и Вольховским) входил в состав бурцовского кружка.
Во время путешествия Пушкина на Кавказ, в июне 1829, после почти десятилетней разлуки старые знакомые снова встретились — прямо в военном бивуаке армии Паскевича. В августе они вместе ездили из Владикавказа на минеральные воды — посещали Горячеводск и Кисловодск, о чём в 1857 году Михаил Иванович составил подробные и ценные воспоминания. Под заглавием «Встреча с А. С. Пушкиным за Кавказом» они были опубликованы в сборнике, изданном выдающимся пушкинистом Л. Н. Майковым к столетию со дня рождения поэта. Сам же Пущин часто упоминается в пушкинском «Путешествии в Арзрум».

## Награды
- Орден Св. Анны 4-й степени (1828).
- Орден Св. Анны 3-й степени с бантом. (1829).
- Орден Св. Георгия 4-й степени (№ 10143; 17 декабря 1858).
- Орден Св. Владимира 3-й степени (1863).
- Орден Св. Станислава 1-й степени (1867).

## Семья
- В 1825 году обручился с Еленой Потаповой, но она умерла.
- В 1831 году женился на Софье Петровне Пальчиковой (умерла 19 апреля 1833 года[5]).
- 3 июля 1838 года женился на Марии Яковлевне Подкользиной (29.12.1812—22.03.1895), на её сестре Варваре был женат декабрист М. А. Назимов.